# Kabardok

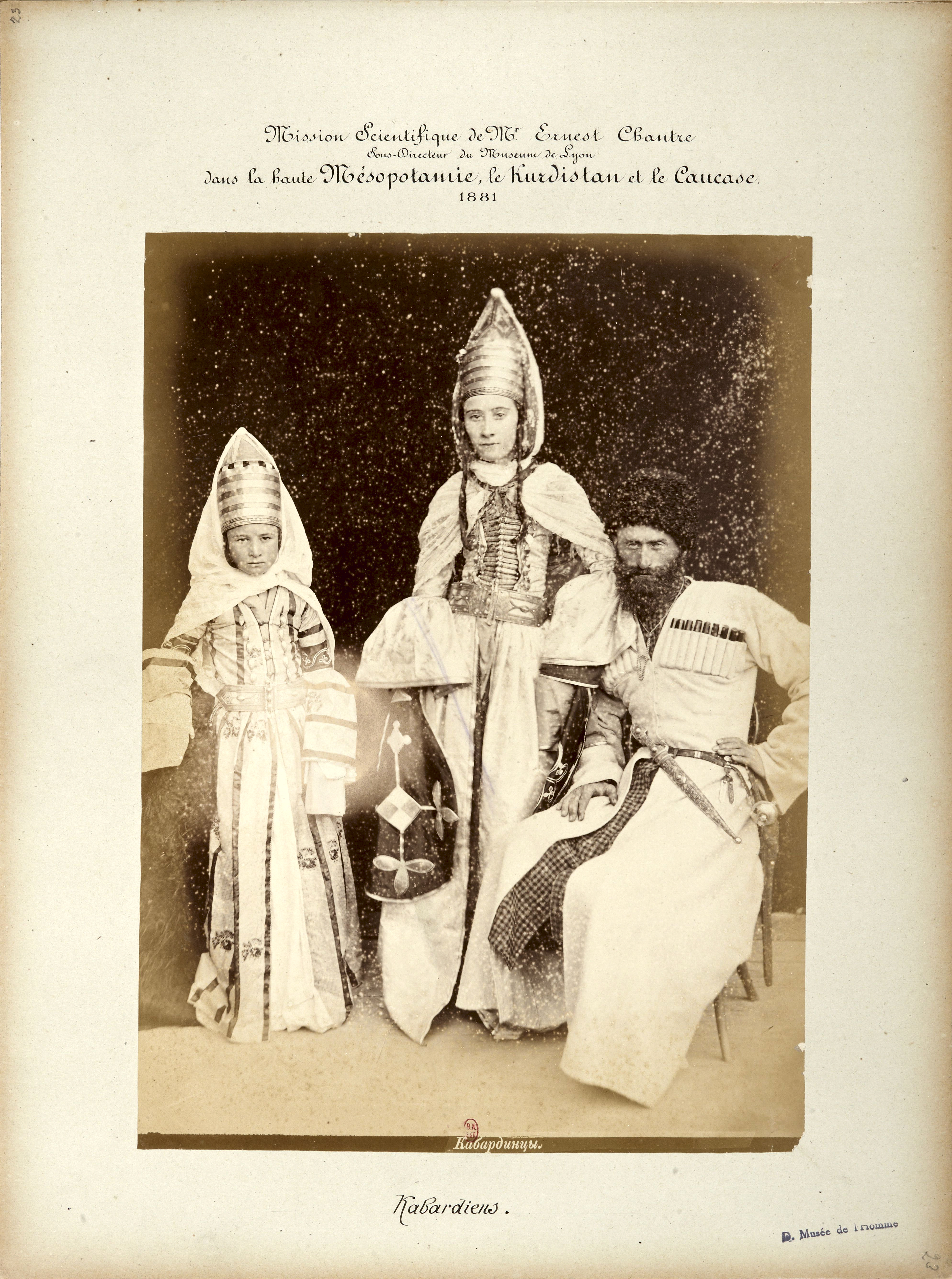

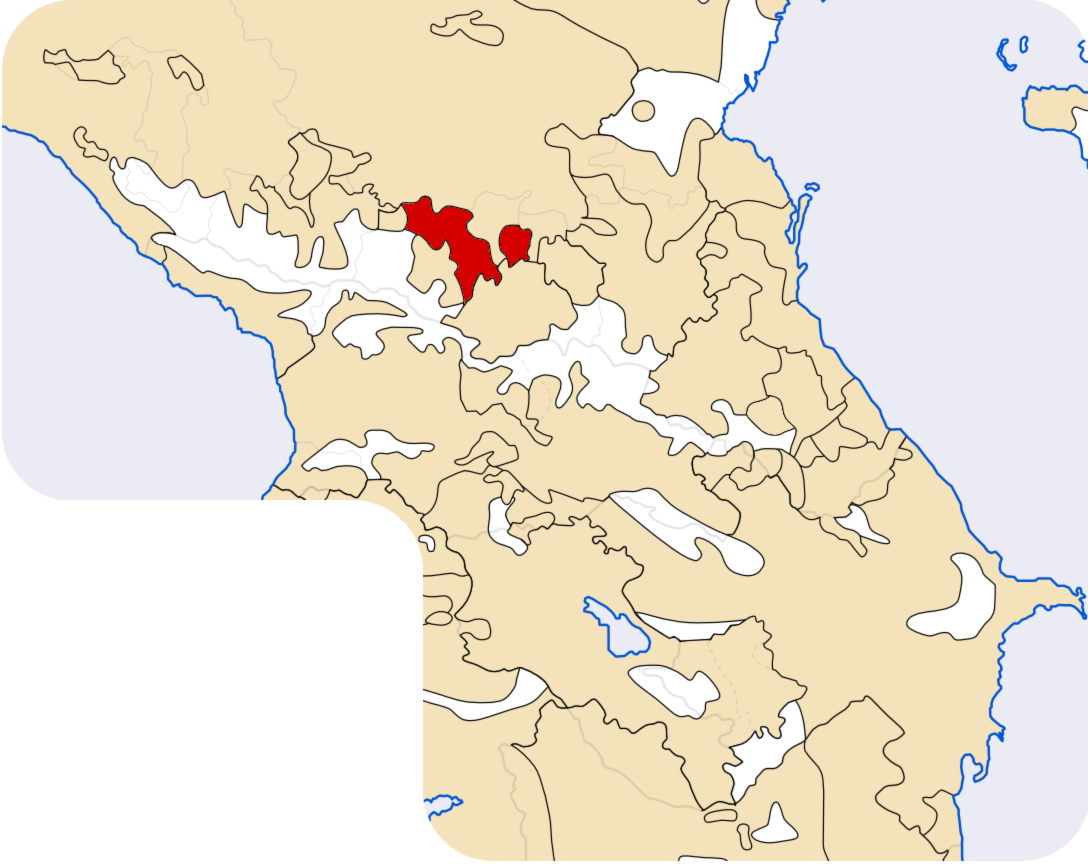
Kabard etnikum a Kaukázusban

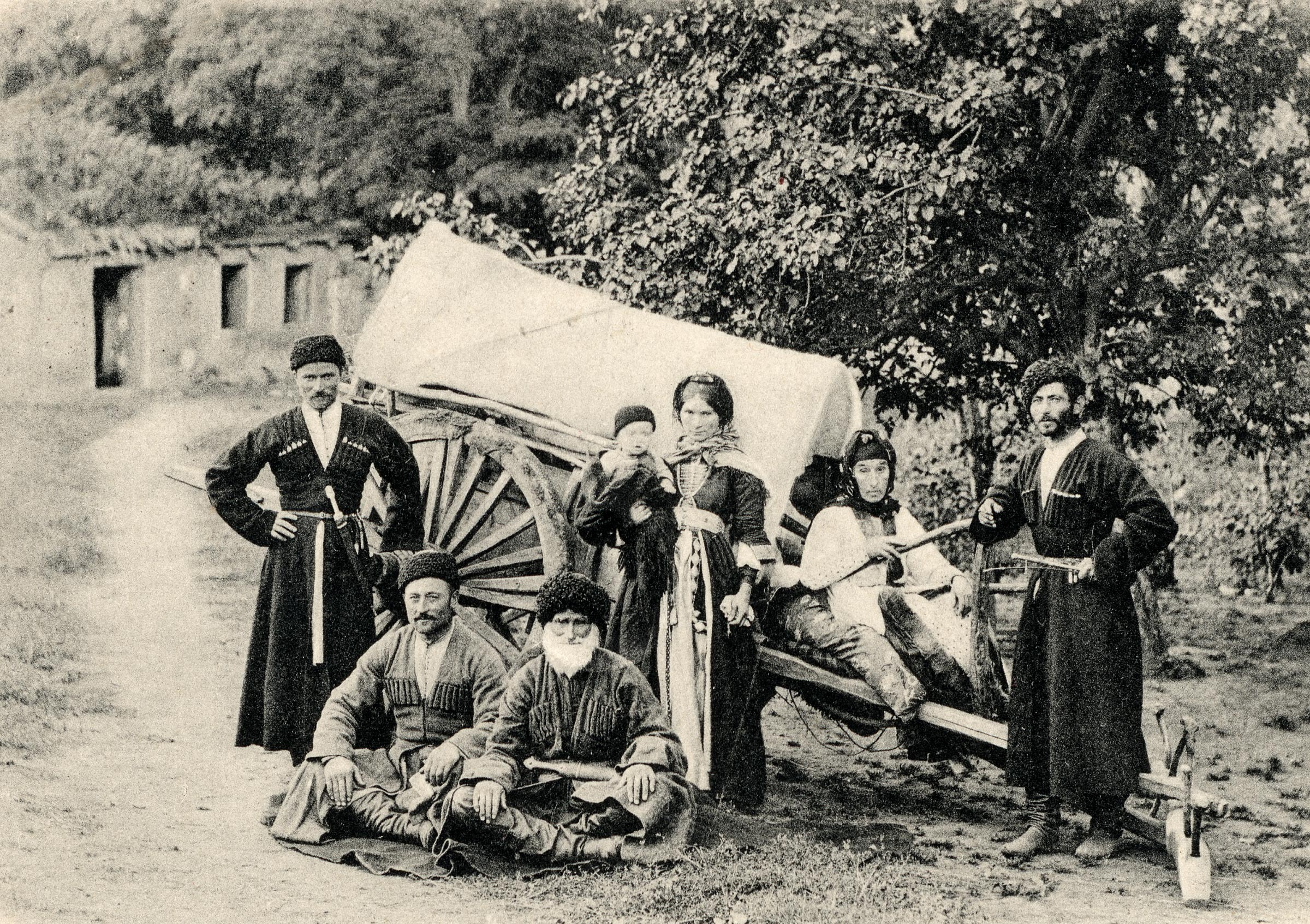
Kabard család az 1900-as években

A kabardok (kabard nyelven: къэбэрдейхэр; oroszul: кабардинцы) népe az Észak-Kaukázusban él. Nyelvük, a kabard nyelv, a cserkesz nyelvek közé tartozik. Etnikai és nyelvi rokonságban állnak az adigékkel, akik a kabardokat népük keleti családjának tartják. Lakossága az Oroszországi Föderáció Kabard- és Balkárföld köztársaságában összpontosul, népessége a 2010-es népszámláláskor körülbelül 517 000 fő volt. Kisebbségek Törökországban (főleg Kayseri tartományban) és Grúziában, Németországban, Szaúd-Arábiában, Jordániában, az Amerikai Egyesült Államokban, Ukrajnában és Üzbegisztánban is élnek. Eredetileg félnomád népek voltak. Többnyire a szunnita iszlámot gyakorolják, de az ortodox egyházhoz is tartoznak kisebbségi közösségek.

## Történetük
Az adigékkal együtt az i. e. 4. évezredben létezett Majkop-kultúra hordozóinak leszármazottai, velük a 14. század végéig közös volt a történelmük.
Az i. e. 1. évezredben a Fekete-tenger keleti partvidékén megtelepedtek a meótik törzsei, a mai adigék közvetlen ősei. Az egyik törzs - a szindik - az i. e. 5. században megalapították a mai Oroszország területén az első államot, Szindikát, amelynek fővárosa szindiai kikötő, vagyis Gorgippia (a mai Anapa) volt. Szindikának kereskedelmi kapcsolatai voltak a Fekete-tenger mentén fekvő ókori görög gyarmatokkal. Később Szindika a Boszporoszi Királyság része lett. Ezután következett egy másik proto-adige törzs - a zigiek – felemelkedése, akiknek sikerült az északnyugat-kaukázusi térség számos törzsét katonai szövetségbe tömöríteniük, ami elősegítette azt, hogy sikeresen harcoljanak a gótok-tetraxiták ellen."

## A kabardok megjelenése mai településük helyén
VII. Kónsztantinosz bizánci császár 957-ben a következőket írta többek között a kabardok lakhelyéről: :
"Tamatarha (Taman) mögött 18 vagy 20 mérföldnyire van egy Ukrukh nevű folyó, amely elválasztja Zikhia és Tamatarha között, és Ukrukhtól a Nikopsis folyóig (r. Nechepsukho, Dzsubga közelében), amelyen egy erődítmény van, a folyónak ugyanez a neve, húzódik Zikhia országa. Hossza 300 mérföld. Zikhia fölött fekszik a Papagia nevű ország, Papagia országa fölött van a Kasakhia nevű ország (a kaszogok - a mai kabardok - országa), Kasakhia fölött a Kaukázus-hegység (a Kaukázus-hegység), és e hegyek fölött van Alania országa".
A kabardok letelepedési helyéről a 16. század végéről maradtak fenn pontosabb írásos adatok. Ebben az időszakban a kutatók e népcsoportnak a következő lakóhelyi területeit lokalizálták:
- A Tyerek baloldali mellékfolyói mentén a síkságokon és a hegyek előterében a hegyi szurdokok bejáratáig. Ezt a területet a 16. század végi - 17. század eleji időszakból való térképek ténylegesen "Kabardának" nevezték.
- Kabardától északra, lejjebb a Tyerek folyása mentén, annak baloldali mellékfolyói mentén levő területet a térkép pjatyigorszki cserkeszek földjének" nevezi. Számos más forrás szerint azonban ez a terület nagyjából egybeesik az úgynevezett Nagy-Kabarda területével, amely nagyjából ugyanebben az időben alakult ki itt. Ez megerősíti a legtöbb kaukázusi tudós azon véleményét, hogy a "pjatyigorszki cserkasszok" exoetnonimája alatt vagy a Pjatyigorjában élő kabardokat, vagy a keleti adigék valamilyen különálló népcsoportját értették, amely később részt vett a kabardok etnogenezisében.
- A Tyerek jobb partján pedig - körülbelül a Kurpa torkolatától a Szunzsa torkolatáig alakult ki az úgynevezett Kis-Kabarda területe.

## A kabardok és a Koban-kultúra
A tudósok egy része úgy véli, hogy a régészeti Koban-kultúra (amelynek kezdete az i. e. 13. századra tehető) alkotói és hordozói két különböző etnikai-nyelvi csoporthoz tartozhattak, nevezetesen:;
- a pjatyigorszki helyi változat területén valószínűleg főként a proto-adige törzsek éltek;
- a gorniji helyi változat területén a proto-nakhok(wd) élhetttek.

A Koban-kultúra kialakulásának korai szakaszában (az i. e. 12. századra datálva) nem vehettek részt a szkíták, akiknek megjelenését a tudósok az i. e. 8. századra datálják, és nem vehettek részt a szarmaták sem, akiknek megjelenését a tudósok az i. e. 4. századra datálják.

## Közeledés Moszkvához
A Moszkvai Nagyfejedelemség elleni krími hadjárat (1521) után a kabardok kénytelenek voltak adót fizetni a krími tatároknak, ami Moszkvához való közeledéshez vezetett. Ebben a folyamatban nagy szerepet játszott Temrjuk Idarov fejedelem, aki az oroszbarát orientációjú fejedelmek koalícióját vezette. 1552 novemberében érkezett Moszkvába az első követség, amelyet néhány adige törzs képviselői alkottak. A közeledés jókor jött Rettegett Ivánnak, akinek orosz előre nyomulást tervezett a Volga mentén annak torkolatáig, a Kaszpi-tengerig. A kabardok szövetsége kedvező volt Moszkva számára a Krími Kánsággal folytatott harcban. 1552-ben a kabardok már orosz csapatokkal együtt vettek részt Kazany elfoglalásában. 1556-ban az adigék számos merész hadműveletet hajtottak végre, elfoglalták a temrjuki és tamani oszmán-tatár katonai támaszpontokat. Ez nagyban hozzájárult az Asztrahányi Kánság orosz meghódításához ugyanabban az évben. 1561-ben Rettegett Iván dinasztikus házasságot kötött – feleségül vette Goshanja Temrjukovnát, Temrjuk Idarov kabard fejedelem lányát, aki a keresztség után a „Mária” nevet vette fel. Temrjuk, immár hatalmas vejére támaszkodva, nemcsak a kabard népekkel, hanem a szomszédos hegyvidéki népekkel: az ingusokkal, az oszétokkal és másokkal szemben is megerősítette hatalmát. Végül 1570-ben maga a krími kán, I. Devlet Giráj támadta meg Temrjukot. A Kubán baloldali mellékfolyójánál vívott csatában a kabard fejedelem halálosan megsebesült, két fia pedig fogságba esett.
A 16-18. századi feudális széttagolódás során Kabardia több feudális részre tagolódott. Az 1570-es években a krímieknek és az oszmánoknak sikerült visszaállítaniuk befolyásukat Nagy-Kabardiában. Az oroszokat több mint 100 évre kiszorították onnan, de továbbra is befolyásuk volt Kis-Kabardiára és az orosz szolgálatban álló kabardi hercegekre.
A zűrzavaros időkben D. M. Cserkasszkij kabard származású herceg egy nagy kozák és adige különítményt hozott Kuzma Minyin trónkövetelő megsegítésére Jaroszlavlba, de végül a trónkövetelők között semlegesként a Romanovok kerültek hatalomra I. Mihály orosz cár személyében. Egy másik kabard fejedelem szembeszállt az Asztrahánban meghúzódó Zaruckij kozák atamánnal, amiért később Mihály cártól dicséretet kapott.
1670-ben egy fiatal Cserkasszkij herceg játszotta Alekszej Alekszejevics cárevics szerepét Sztyepan Razin seregében. A kabard hercegi család iránti tisztelet azonban olyan nagy volt, hogy az ál-cárevicset bukása után nem tartóztatták le, hanem a cár elkényeztette és szabadon engedte.
1722-ben Nagy Péter perzsa hadjárata idején a kabardok a krími kán fenyegetései ellenére Oroszország oldalán álltak. A cár ügyelt arra, hogy baráti kapcsolatokat tartson fenn a kabardokkal, akik függőségben tartották az összes szomszédos hegyi törzset – ingusokat, oszétokat, abazákat – és birtokolták az összes utat, amely a síkságról a Kaukázus fővonulatán át vezető legkedvezőbb hágóhoz vezetett.
1739-ben a belgrádi béke értelmében Oroszország lemondott a történelmileg kialakult kapcsolatáról Kabardiával, amelyet függetlennek nyilvánítottak, és amely pufferként szolgált Oroszország és Törökország között. Így 1739-től kezdve a kabardok jogilag nem álltak sem Oroszország, sem Törökország, sem más uralma alatt; Kabardia függetlensége természetesen nem akadályozta meg, hogy kabard arisztokratákat az orosz cár szolgálatába állítsanak.

## Kaukázusi háború
A 18. század derekán az Orosz Birodalom hódító tevékenységét a Kaukázus irányába fordította. Kabardia ekkoriban hatalmas területeket foglalt el, és nagy befolyása volt a környező népek körében is. Területén keresztül vezettek a legfontosabb utak a Transzkaukázus vidékére.
1763-ban az oroszok elkezdték építeni a kabardai Mozdok erődöt. 1764-ben kabard követség követelte Moszkvában II. Katalin orosz cárnőtől az erőd építésének leállítását, de ezt elutasították. Ez vezetett Oroszországnak a Cserkeszfölddel folytatott, összesen mintegy 101 évig (1763-1864) tartó háborújához, amelynek következtében végül a terület az Orosz Birodalom része lett, területeit feldarabolták, és az őslakosság nagy részét a háború befejezése után elűzték vagy elhagyták szülőföldjüket.
1769-ben a rangidős kabard fejedelem, Valij Dzsankhot Tatarkhanov hűségesküt tett az Orosz Birodalomnak, lemondva a függetlenségről. Sok kabard fejedelem és nemes azonban nem ismerte el ezt az esküt, és a kabardok a 19. század elejéig harcoltak az orosz csapatok ellen, amelyek száma a Kaukázusban évről évre nőtt. A 18. század végén a háború átterjedt Nyugat-Cserkeszföldre, 1817-ben pedig a Kelet-Kaukázusban is megkezdődtek az ellenségeskedések. Ekkorra Kabardia már erősen meggyengült. Ráadásul az 1820-as évek elején Kabardiában pestisjárvány tört ki, amely a lakosság nagy részét elpusztította. Alekszej Ermolov orosz tábornok feltett célja volt, hogy a teljes kabard népet kiírtja, ezért 1822-ben határozott utasítást adott csapatainak, hogy senkit se kíméljenek, melynek eredményeként egész vidékeket pusztítottak el, megöltek minden embert, akit csak értek, sőt még a jószágot és a termést is elpusztították.
Kabardia nem tudta tovább folytatni az ellenállást és 1825-ben az Orosz Birodalomhoz csatolták.
Számos kabard azonban elmenekült és a Nyugat-Cserkeszföldről egészen 1864-ig folytatta az ellenállást, néhányan pedig Csecsenföldre és Dagesztánba mentek, hogy ott folytassák a háborút.
Kabardia az Orosz Birodalomhoz való csatolása után a Tyereki terület Nalcsik körzetének része lett, és az orosz cárok címében megjelent a „Kabardia földjének uralkodója” sor.

## Szovjet időszak
A szovjet időszakban a kabardok területi autonómiát kaptak. Az 1921–1922-es években létezett a Kabardia Autonóm Terület. 1922-ben megalakult a Kabard–Balkár Autonóm Terület, amely 1936-ban átalakult Kabard–Balkár ASZSZK-vá. 1944-ben a balkárokat és a kabardok közül mintegy 2000 embert a németekkel való együttműködés miatt családjukkal Kazahsztánba telepítettek.

## Népesség és település
A 2010-es népszámlálás eredményei szerint a kabardok száma Oroszországban 517 000 fő volt. Főleg Kabard- és Balkárföld, valamint az észak-oszétiai Mozdoki körzetben és a Sztavropoli terület déli határvidékén élnek.

## Fordítás
- Ez a szócikk részben vagy egészben  a(z)   Кабардинцы című orosz Wikipédia-szócikk ezen változatának fordításán alapul.  Az eredeti cikk szerkesztőit annak laptörténete sorolja fel. Ez a jelzés csupán a megfogalmazás eredetét és a szerzői jogokat jelzi, nem szolgál a cikkben szereplő információk forrásmegjelöléseként.